# Батала (божество)
Батала — верховне божество у тагалів, корінного народу Філіппін. За вірування Батала був творцем та правителем Всесвіту. Посланцем Батали був птах Тігмаманукан, якого асоціюють з іреною кобальтовою (Irena cyanogastra). Літописець Антоніо де Морга вважав, що тагали поклоняються птаху як божеству, але вже анонімний автор Боксерського кодексу вказує на Тігмаманукана лише як на посланця Батали.
Баталі присвячувалися хвалебні пісні, приносили дари на честь закінчення жнив, на взнак подяки за одужання від хвороби або позбавлення від смерті. Ім'я Батали приписували кометам та іншим небесним тілам, які, як вважали тагали, передбачали події.